# Herb Szkłowa

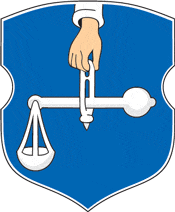
Herb Szkłowa

Herb Szkłowa − jeden z oficjalnych symboli Szkłowa.
Herb przedstawia w polu błękitnym rękę trzymającą srebrną wagę.
Po raz pierwszy herb został wprowadzony 10 kwietnia 1762 roku, a przez władze obecnej Białorusi został oficjalnie przyjęty 26 lipca 2006 roku.